# Jangtsekiangüberschwemmungen 1998
Die Jangtsekiangüberschwemmungen 1998 (1998年中国洪水) waren Überschwemmungen, die von Mitte Juni bis Anfang September 1998 in der Volksrepublik China am Jangtsekiang auftraten.
Sie wurden als die größten Überschwemmungen in China seit 40 Jahren eingeschätzt. Es gab 3704 Tote, 15 Millionen Obdachlose und einen wirtschaftlichen Schaden von 26 Milliarden US-Dollar.